# Ringmussling
Ringmussling (Pleurotus dryinus) är en svampart som först beskrevs av Christiaan Hendrik Persoon, och fick sitt nu gällande namn av Paul Kummer 1871. Ringmussling ingår i släktet Pleurotus och familjen musslingar.  Arten är reproducerande i Sverige. Utöver nominatformen finns också underarten pometi.

## Synonymer
Lentodiopsis dryina (Pers.) Kreisel 1977
Pleurotus corticatus var. albertinii (Fr.) Rea 1922
Lentinus integer Reichert 1921
Dendrosarcus acerinus (Fr.) Kuntze 1898
Dendrosarcus corticatus (Fr.) Kuntze 1898
Dendrosarcus spongiosus (Fr.) Kuntze 1898
Dendrosarcus albertinii (Fr.) Kuntze 1898
Lentinus underwoodii Peck 1896
Armillaria dryina (Pers.) J. Schröt. 1889
Pleurotus spongiosus (Fr.) Sacc. 1887
Pleurotus corticatus (Fr.) Sacc. 1887
Armillaria corticata (Fr.) P. Karst. 1879
Pleurotus acerinus (Fr.) Gillet 1876
Pleurotus corticatus var. tephrotrichus (Fr.) Gillet 1876
Pleurotus tephrotrichus Fr. 1874
Pleurotus corticatus (Fr.) P. Kumm. 1871
Agaricus acerinus Fr. 1838
Agaricus spongiosus Fr. 1836
Pleurotus albertinii Fr. 1821
Agaricus corticatus Fr. 1815
Agaricus dryinus var. dryinus Pers. 1800
Agaricus dryinus Pers. 1800
Agaricus dryinus Pers. 1800
Agaricus spongiosus With. 1796

## Bildgalleri

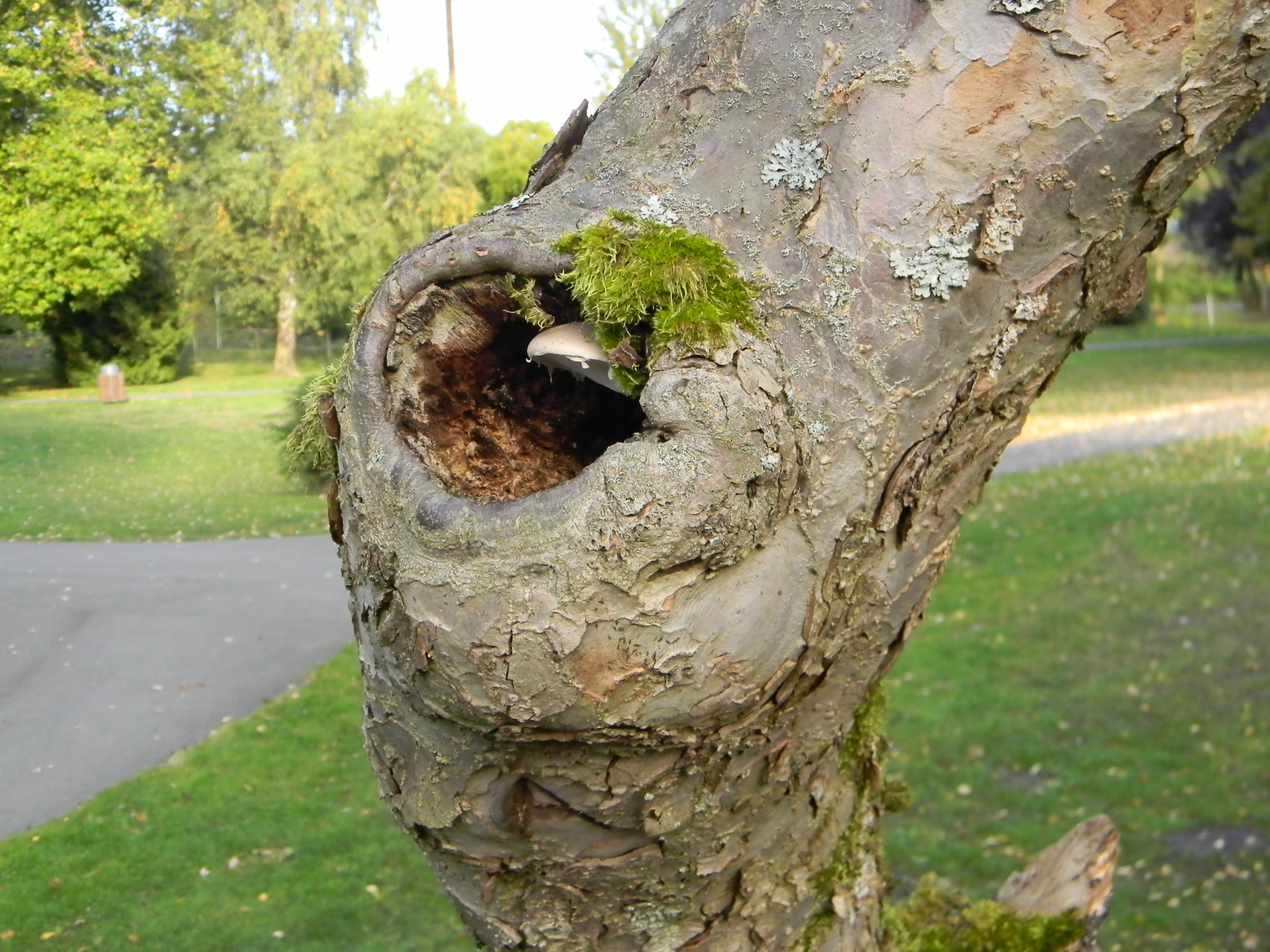
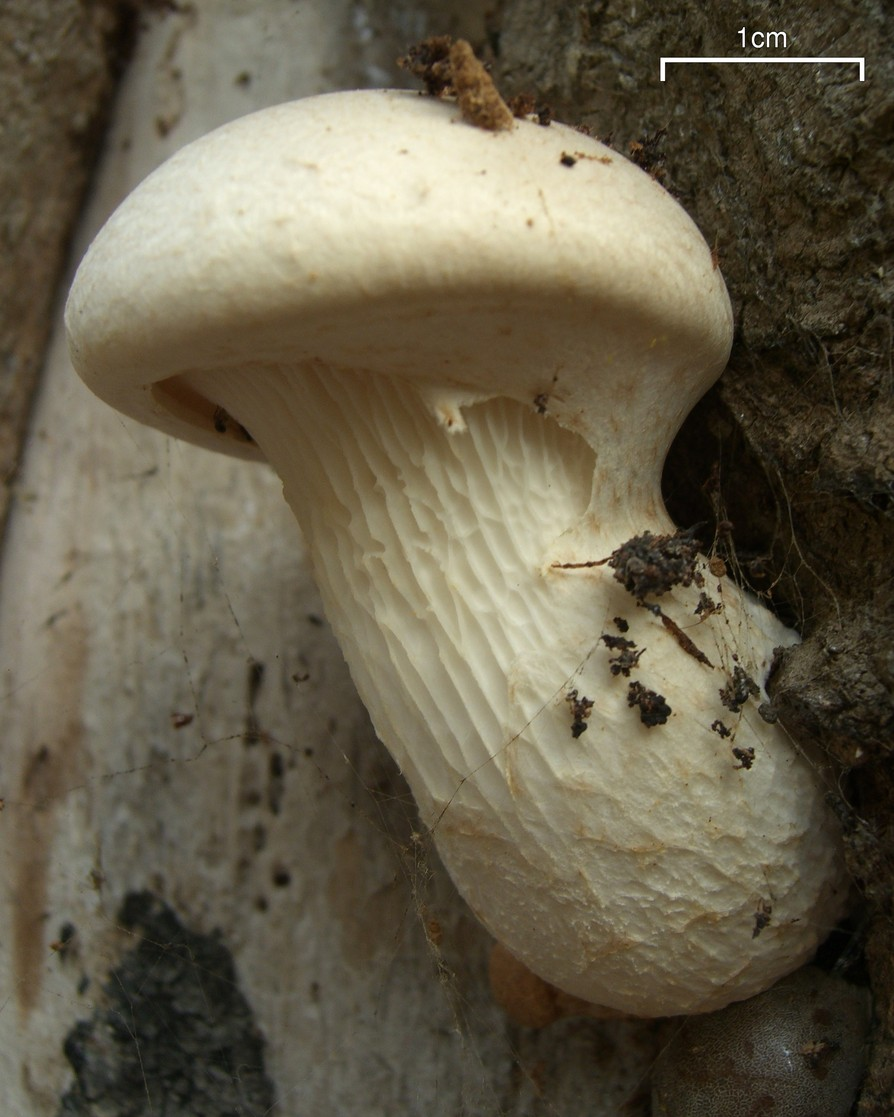